# Кенігсберг (Баварія)
Кенігсберг (нім. Königsberg) — місто в Німеччині, розташоване в землі Баварія. Підпорядковується адміністративному округу Нижня Франконія. Входить до складу району Гасберге.
Площа — 61,86 км2. Населення становить 3634 ос. (станом на 31 грудня 2020).